# Дагиров, Наби Садыкович
Наби́ Сады́кович Даги́ров — дагестанский композитор, народный артист РСФСР (1982), один из основоположников национальной профессиональной музыки 20 века. Дочь: Аида Зайцева — народный артист Украины.

## Биография
Наби Садыкович Дагиров родился 14 октября 1921 года в селении Верхнее Казанище Буйнакского района Дагестана, по национальности кумык.
В 1934-39гг. — обучался в Махачкалинском музыкальном техникуме по классу валторны. В 1939 году Дагиров — студент Саратовской консерватории. В годы Великой Отечественной войны был призван в ряды Вооруженных Сил СССР. В 1946—1952 годы учёба в Ленинградской консерватории у М. Штейнберга (ученика Н. Римского-Корсакова), и М. Волошинова в аспирантуре.
В 1952—1963 гг. Дагиров — художественный руководитель Ансамбля песни и танца Дагестана. С 1963 года — директор Махачкалинского музыкального училища. Дагиров первый и бессменный в течение 20 лет председатель Дагестанского хорового общества. С 1956 года — член Правления дагестанского Союза Композиторов, в 1970-80е годы — Председатель Правления. Наби Дагиров избирался депутатом Верховного Совета СССР 4-го созыва.
За годы педагогической работы подготовил много учеников — деятелей культуры: Казбек Шамасов, Аркадий Агабабов, Магомед Касумов, Маймусат Коркмасова, Зухра Агагишиева, Валерий Шаулов, Аида Джафарова.

## Творчество
Творчество Наби Дагирова, одного из первых профессиональных музыкантов Дагестана, положило начало ведущим жанрам композиторского творчества — симфоническому и вокально-симфоническому, кантатно-ораториальному, фортепианному, оперному, камерно-инструментальным, хоровым и вокальным формам. Его талантом и трудом создавалось духовное богатство Дагестана XX века. Творчество Дагирова — целая эпоха в становлении музыкального искусства и культурной жизни Дагестана.

## Работы
Н. Дагировым написано:
три симфонии; две оперы Йырчи Казак и Клинок Базалая, балет Парту Патима, пять симфонических поэм и увертюры. Тридцать Прелюдий-картин для фортепиано, фантазия Харс и Токката для фортепиано, концерт для скрипки с оркестром, концерт для агач-комуза с оркестром народных инструментов, струнный квартет, Песни, романсы и хоры на стихи классиков русской, дагестанской литературы и народные тексты (издано в трех томах). Вокально-хоровые циклы, в том числе, Песни горского мальчика, сочинения для детей. Является одним из авторов Школы игры на фортепиано (Махачкала 1961). Дагиров оркестровал оперу Г.Гасанова Хочбар. Музыка к тридцати спектаклям кумыкского, аварского, лезгинского и армянского театров, в том числе Король Лир В. Шекспира, Принцесса Турандот Ф. Шиллера, Свадьба на войне А-В. Сулейманова, Айгази А. Салаватова, Что тот солдат, что этот Б. Брехта. Музыкальная комедия Проделки Хизри-Мизри.

## Награды и премии
- Лауреат Государственной премии ДАССР (1959)
- Заслуженный деятель искусств ДАССР (1960)
- Заслуженный деятель искусств РСФСР (23.04.1960)
- лауреат премии имени Гамзата Цадасы ДАССР (1967)
- премия Международного театрального фестиваля пьес Б. Брехта (1981)
- Народный артист РСФСР (15.01.1982)
- Лауреат Государственной премии Республики Дагестан (1995)
- Орден Трудового Красного Знамени